# Nutriente esencial
Un nutriente esencial es un nutriente requerido para la función fisiológica normal que no puede sintetizarse en el cuerpo (ya sea en absoluto o en cantidades suficientes) y por lo tanto debe obtenerse de una fuente alimenticia. Además del agua, que se requiere universalmente para el mantenimiento de la homeostasis en los mamíferos, los nutrientes esenciales son indispensables para diversos procesos metabólicos celulares y para mantener la función de los tejidos y los órganos. En el caso de los humanos, hay nueve aminoácidos, dos ácidos grasos, trece vitaminas y quince minerales que se consideran nutrientes esenciales. Además, hay varias moléculas que se consideran nutrientes esenciales condicionales, ya que son indispensables en ciertos estados de desarrollo y/o patológicos.

## Nutrientes condicionalmente esenciales
Los nutrientes condicionalmente esenciales son ciertas moléculas orgánicas que normalmente pueden ser sintetizadas por un organismo, pero que bajo ciertas condiciones son producidas en cantidades insuficientes. En humanos, tales condiciones incluyen parto prematuro, ingesta limitada de nutrientes, crecimiento rápido y ciertos estados de enfermedad. La colina, el inositol, la taurina, la arginina, la glutamina y los nucleótidos se clasifican como condicionalmente esenciales y son particularmente importantes en la dieta y el metabolismo neonatales.
Los ácidos grasos esenciales (AGE) son ácidos grasos que los humanos y otros animales deben ingerir porque el cuerpo los necesita para una buena salud pero no puede sintetizarlos por sí mismo. Se sabe que solo dos ácidos grasos son esenciales para los humanos: el ácido alfa-linolénico (un ácido graso omega-3) y el ácido linoleico (un ácido graso omega-6).

## Aminoácidos
Un aminoácido esencial es un aminoácido requerido por un organismo pero que no puede sintetizarse de novo y, por lo tanto, debe suministrarse en la dieta. De los veinte aminoácidos productores de proteínas estándar, nueve no pueden ser sintetizados endógenamente por los seres humanos. Esto son: fenilalanina, valina, treonina, triptófano, metionina, leucina, isoleucina, lisina e histidina.

## Ácidos grasos
Los ácidos grasos esenciales (AGE) son ácidos grasos que los humanos y otros animales deben ingerir porque el cuerpo los necesita para una buena salud pero no puede sintetizarlos por sí mismo. Se sabe que solo dos ácidos grasos son esenciales para los humanos: el ácido alfa-linolénico (un ácido graso omega-3) y el ácido linoleico (un ácido graso omega-6).

## Vitaminas
Las vitaminas son moléculas orgánicas esenciales para un organismo que no están clasificadas como aminoácidos ni ácidos grasos. Comúnmente funcionan como cofactores enzimáticos, reguladores metabólicos o antioxidantes. Los seres humanos requieren trece vitaminas en su dieta, la mayoría de las cuales en realidad son grupos de moléculas relacionadas (por ejemplo, la vitamina E incluye tocoferoles y tocotrienoles): vitaminas A, C, D, E, K, tiamina (B 1 ), riboflavina (B 2), niacina (B 3), ácido pantoténico (B 5), vitamina B 6 (p. Ej., Piridoxina), biotina (B 7), ácido fólico (B 9) y cobalamina (B 12).
El requerimiento de vitamina D es condicional, ya que las personas que reciben suficiente exposición a la luz ultravioleta, ya sea del sol o de una fuente artificial, sintetizan la vitamina D en la piel.

## Minerales
Los minerales son los elementos químicos exógenos indispensables para la vida. Aunque los cuatro elementos carbono, hidrógeno, oxígeno y nitrógeno son esenciales para la vida, son tan abundantes en alimentos y bebidas que no se consideran nutrientes y no hay ingestas recomendadas para estos como minerales. La necesidad de nitrógeno se aborda mediante los requisitos establecidos para las proteínas, que se componen de aminoácidos que contienen nitrógeno. El azufre es esencial, pero nuevamente no tiene una ingesta recomendada. En cambio, las ingestas recomendadas se identifican para los aminoácidos que contienen azufre: metionina y cisteína.
Los minerales nutritivos esenciales para los seres humanos, enumerados en orden de cantidad dietaria recomendada (expresada en masa), son potasio, cloruro, sodio, calcio, fósforo, magnesio, hierro, zinc, manganeso, cobre, yodo, cromo, molibdeno, selenio y cobalto (el último como componente de la vitamina B 12). Hay otros minerales que son esenciales para algunas plantas y animales, pero pueden o no ser esenciales para los humanos, como el boro y el silicio.

## Lista de nutrientes esenciales
- Ácidos grasos esenciales:
  - Ácido linolénico (el ácido graso omega-3 más corto)
  - Ácido linoleico (el ácido graso omega-6 más corto)

- Aminoácidos esenciales necesarios para los humanos (adultos):
  - Fenilalanina
  - Isoleucina
  - Leucina
  - Lisina
  - Metionina
  - Treonina
  - Triptófano
  - Valina
- Aminoácidos esenciales sólo para niños:
  - Arginina
  - Histidina
- Vitaminas:
  - Ácido pantoténico
  - Biotina
  - Colina
  - Ácido fólico
  - Niacina
  - Riboflavina (vitamina B2, vitamina G)
  - Tiamina (vitamina B1)
  - Vitamina A (retinol)
  - Vitamina B6 (piridoxina, piridoxamina, o piridoxal)
  - Vitamina B12 (cobalamina)
  - Vitamina C (ácido ascórbico)
  - Vitamina D (calciferol)
  - Vitamina E (tocoferol)
  - Vitamina K (naftoquinoides)

- Minerales:
  - Cromo (Cr)[13]
  - Azufre (S)
  - Bromo (Br)
  - Calcio (Ca)
  - Cobalto (Co)
  - Cobre (Cu)[14]
  - Fósforo (P)[15]
  - Hierro (Fe)
  - Magnesio (Mg)
  - Manganeso (Mn)[16]
  - Molibdeno (Mo)
  - Potasio (K)
  - Selenio (Se)[17]
  - Yodo (I)
  - Sodio (Na)
  - Vanadio (V)[18]
  - Zinc (Zn)[19]